# A Small Victory
«A Small Victory» — сингл американской рок-группы Faith No More. Второй сингл с их пятого альбома Angel Dust. Это последний сингл группы, попавший в Billboard Modern Rock Tracks (11-е место). Один из немногих синглов группы, получивших очень низкую позицию в чартах Австралии (ARIA Charts) — 84-е место.

## Текст песни
Майк Паттон, на вопрос о смысле текста песни, ответил следующее:
Ну она примерно о том что... В общем мой папа был тренером, я вырос и всегда хотел выигрывать. Ну и, я узнал что я не могу выигрывать каждую игру… Черт побери!

## Трек-листы
| №  | Название                       | Текст песни | Музыка                       | Длительность |
| -- | ------------------------------ | ----------- | ---------------------------- | ------------ |
| 1. | «A Small Victory» (Video edit) | Паттон      | Бордин, Боттум, Гулд, Паттон | 4:23         |
| 2. | «A Small Victory»              | Паттон      | Бордин, Боттум, Гулд, Паттон | 4:58         |
| 3. | «Let's Lynch The Landlord»     | Biafra      | Biafra                       | 2:58         |
| 4. | «Malpractice»                  | Паттон      | Паттон                       | 4:03         |

| №  | Название                                           | Длительность |
| -- | -------------------------------------------------- | ------------ |
| 1. | «A Small Victory»                                  | 4:58         |
| 2. | «A Small Victory» (R-evolution 23 (Full Moon) Mix) | 7:21         |
| 3. | «Malpractice»                                      | 4:03         |
| 4. | «A Small Victory» (Sundown Mix)                    | 5:27         |
| 5. | «A Small Victory» (Sundown Instrumental)           | 6:05         |
| 6. | «A Small Victory» (R-evolution 23 Edit)            | 3:53         |

## Чарты
| Чарт             | Высшая позиция |       |
| ---------------- | -------------- | ----- |
| U.S. Modern Rock | 11             | [ 3 ] |
| UK Singles       | 29             | [ 4 ] |
| AUS Singles      | 84             | [ 5 ] |